# B. J. Losmandy
Bela John „B. J.“ Losmandy (* 17. Oktober 1925; † 19. April 2008 in Los Angeles, Kalifornien) war ein US-amerikanischer Elektroingenieur und  Filmtechnikpionier, der bei der Oscarverleihung 1971 einen Oscar für technische Verdienste erhielt.

## Leben
Nach dem Schulbesuch studierte Losmandy Elektroingenieurwesen an der University of Southern California (USC). Im Anschluss arbeitete er als Ingenieur 17 Jahre bei verschiedenen Luftfahrtunternehmen wie Hughes Aircraft, Northrop Corporation, Micro-Gee Products Inc sowie Radioplane Co., ehe er 1965 sein eigenes Unternehmen Opamp Labs gründete und mehrere hundert Erfindungen und technische Verbesserungen entwickelte. 1965 erwarb er einen Master of Science (M.S. Electrical Engineering) mit einer Masterarbeit zum Thema Microelectronic Differential DC Operational Amplifier Applications.
Losmandy erhielt 1971 einen Oscar für technische Verdienste, den sogenannten Technical Achievement Award, „für die Konzeption, Gestaltung und Anwendung von Mikro-Miniatur-Solid-State-Verstärker-Modulen in bei der Aufnahme von bewegten Bildern verwendeten Geräten“.